# Marc Rzatkowski
Marc Rzatkowski (Bochum, Alemania, 2 de marzo de 1990) es un futbolista alemán. Juega de centrocampista.

## Estadísticas
Actualizado al último partido disputado el 2 de junio de 2023.
| Club                              | Div.          | Temporada     | Liga  | Liga  | Copas nacionales | Copas nacionales | Copas internacionales | Copas internacionales | Total | Total |
| Club                              | Div.          | Temporada     | Part. | Goles | Part.            | Goles            | Part.                 | Goles                 | Part. | Goles |
| --------------------------------- | ------------- | ------------- | ----- | ----- | ---------------- | ---------------- | --------------------- | --------------------- | ----- | ----- |
| VfL Bochum II · Alemania          | 4.ª           | 2009-10       | 32    | 8     | ―                | ―                | ―                     | ―                     | 32    | 8     |
| VfL Bochum II · Alemania          | 4.ª           | 2010-11       | 10    | 0     | ―                | ―                | ―                     | ―                     | 10    | 0     |
| VfL Bochum II · Alemania          | Total club    | Total club    | 42    | 8     | 0                | 0                | 0                     | 0                     | 42    | 8     |
| VfL Bochum · Alemania             | 2.ª           | 2010-11       | 4     | 1     | 0                | 0                | ―                     | ―                     | 4     | 1     |
| Arminia Bielefeld · Alemania      | 3.ª           | 2011-12       | 37    | 4     | 1                | 0                | ―                     | ―                     | 38    | 4     |
| VfL Bochum · Alemania             | 2.ª           | 2012-13       | 25    | 3     | 4                | 1                | ―                     | ―                     | 29    | 4     |
| VfL Bochum · Alemania             | Total club    | Total club    | 29    | 4     | 4                | 1                | 0                     | 0                     | 33    | 5     |
| F. C. St. Pauli · Alemania        | 2.ª           | 2013-14       | 32    | 2     | 1                | 0                | ―                     | ―                     | 33    | 2     |
| F. C. St. Pauli · Alemania        | 2.ª           | 2014-15       | 25    | 3     | 2                | 0                | ―                     | ―                     | 27    | 3     |
| F. C. St. Pauli · Alemania        | 2.ª           | 2015-16       | 28    | 7     | 1                | 1                | ―                     | ―                     | 29    | 8     |
| F. C. St. Pauli · Alemania        | Total club    | Total club    | 85    | 12    | 4                | 1                | 0                     | 0                     | 89    | 13    |
| Red Bull Salzburgo · Austria      | 1.ª           | 2016-17       | 7     | 1     | 2                | 1                | 4                     | 0                     | 13    | 2     |
| Red Bull Salzburgo · Austria      | 1.ª           | 2017-18       | 5     | 1     | 2                | 1                | 7                     | 1                     | 14    | 3     |
| Red Bull Salzburgo · Austria      | Total club    | Total club    | 12    | 2     | 4                | 2                | 11                    | 1                     | 27    | 5     |
| New York Red Bulls Estados Unidos | 1.ª           | 2018          | 27    | 2     | 2                | 0                | 4                     | 1                     | 33    | 3     |
| New York Red Bulls Estados Unidos | 1.ª           | 2019          | 29    | 2     | 1                | 0                | 3                     | 0                     | 33    | 2     |
| New York Red Bulls Estados Unidos | 1.ª           | 2020          | 17    | 0     | ―                | ―                | ―                     | ―                     | 17    | 0     |
| New York Red Bulls Estados Unidos | Total club    | Total club    | 73    | 4     | 3                | 0                | 7                     | 1                     | 83    | 5     |
| F. C. Schalke 04 · Alemania       | 2.ª           | 2021-22       | 2     | 0     | 0                | 0                | ―                     | ―                     | 2     | 0     |
| F. C. Schalke 04 · Alemania       | Total club    | Total club    | 2     | 0     | 0                | 0                | 0                     | 0                     | 2     | 0     |
| F. C. Schalke 04 II · Alemania    | 4.ª           | 2021-22       | 6     | 0     | ―                | ―                | ―                     | ―                     | 6     | 0     |
| F. C. Schalke 04 II · Alemania    | Total club    | Total club    | 6     | 0     | 0                | 0                | 0                     | 0                     | 6     | 0     |
| Arminia Bielefeld · Alemania      | 2.ª           | 2022-23       | 25    | 0     | 2                | 0                | ―                     | ―                     | 27    | 0     |
| Arminia Bielefeld · Alemania      | Total club    | Total club    | 62    | 4     | 3                | 0                | 0                     | 0                     | 65    | 4     |
| Total carrera                     | Total carrera | Total carrera | 309   | 34    | 18               | 4                | 18                    | 2                     | 345   | 40    |
| 1. 2.                             |               |               |       |       |                  |                  |                       |                       |       |       |

## Palmarés

### Títulos nacionales
| Título                 | Club               | País           | Año     |
| ---------------------- | ------------------ | -------------- | ------- |
| Bundesliga             | Red Bull Salzburgo | Austria        | 2016-17 |
| Copa de Austria        | Red Bull Salzburgo | Austria        | 2016-17 |
| MLS Supporters' Shield | New York Red Bulls | Estados Unidos | 2018    |